# فروست (دهانه)
فروست یک دهانه برخوردی در ماه‌ است.

## دهانه‌های اقماری
این دهانه ۱ دهانه اقماری دارد.
| Frost | عرض جغرافیایی | طول جغرافیایی | قطر          |
| ----- | ------------- | ------------- | ------------ |
| N     | ۳۵.۰° N       | ۱۱۹.۲° W      | ۴۳.۰ کیلومتر |